# Abdul Kahar
Abdul Kahar est le septième sultan de Brunei. Il règne de 1524 jusqu'à son abdication en faveur de son neveu Saiful Rijal, en 1530. Il meurt en 1578.